# Joseph Siesso de Bolea
Joseph Siesso de Bolea, (Leciñena, ? - Zaragoza, 2 de agosto de 1733) fue un lexicógrafo y académico honorario de la Real Academia Española desde 1729.

## Obras
- Voces provinciales de Aragón, sacadas de los Fueros del Reino y de otros escritos, con indicación de folios y páginas.

- Borradores autógrafos:

1. Apuntes para el diccionario de la lengua castellana.
2. Extracto del libro Réflexions sur les règles et sur el usage de la critique, touchant la Histoire de la Église, les Ouvrages des Pères, les Actes des anciens Martyrs, les Vies des Saints, et sur la Méthode que un Écrivain a donnée pour faire une Versión de la Bible plus exacte, que tout ce quien la paru jusqu'à présent, escrita por P. Honoré de Sainte-Marie. (De 1713).
3. Extracto de la Vida del Bienaventurado Juan Francisco Regis, de la Compañía de Jesús, escrita en lengua francesa por el R. P. Guillermo Daubenton, de la misma compañía, confessor de la magestad católica, y traducida en español por otro de la misma compañía. (Traducción de 1717).

- 1715-1724: Borrador de un diccionario de voces aragonesas, de la A a la Z.[3][4][5][6]
- Compendio de nueva lógica en español, que enseña la aprenderla con brevedad.